# Simara Bhawanipur
Simara Bhawanipur – gaun wikas samiti w środkowej części Nepalu  w strefie Narajani w dystrykcie Rautahat. Według nepalskiego spisu powszechnego z 2001 roku liczył on 1220 gospodarstw domowych i 7385 mieszkańców (3648 kobiet i 3737 mężczyzn).